# Пекорини А Маре (Месина)
Пекорини А Маре је насеље у Италији у округу Месина, региону Сицилија.
Према процени из 2011. у насељу је живело 104 становника. Насеље се налази на надморској висини од 68 м.